# Trinidad y Tobago en los Juegos Olímpicos de México 1968
Trinidad y Tobago estuvo representada en los Juegos Olímpicos de México 1968 por un total de 19 deportistas que compitieron en 5 deportes.  
El portador de la bandera en la ceremonia de apertura fue el ciclista de pista Roger Gibbon. El equipo olímpico de Trinidad y Tobago no obtuvo ninguna medalla en estos Juegos.